# St. Wendelin (Dreiheiligen)

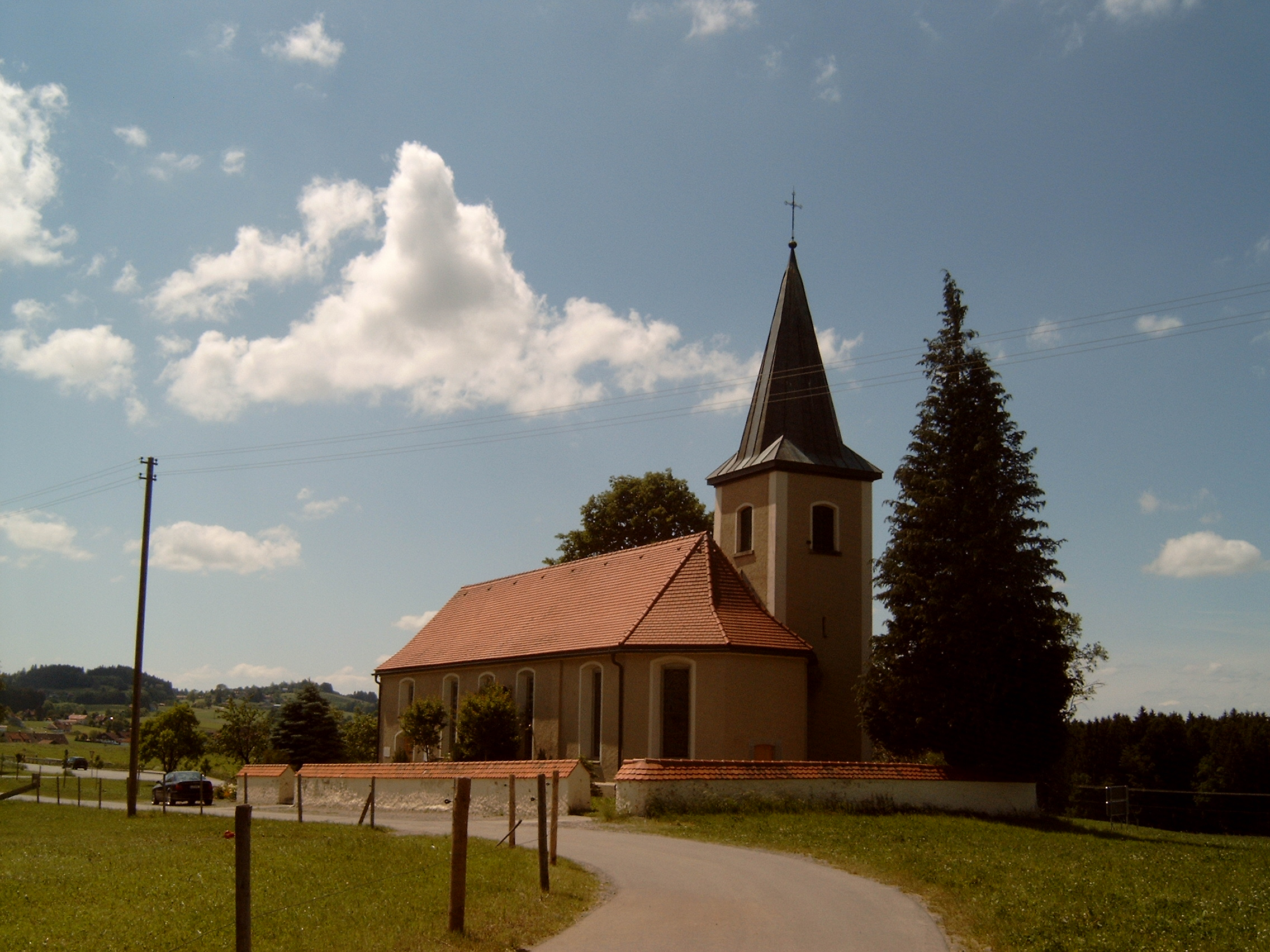
Kapelle in Dreiheiligen

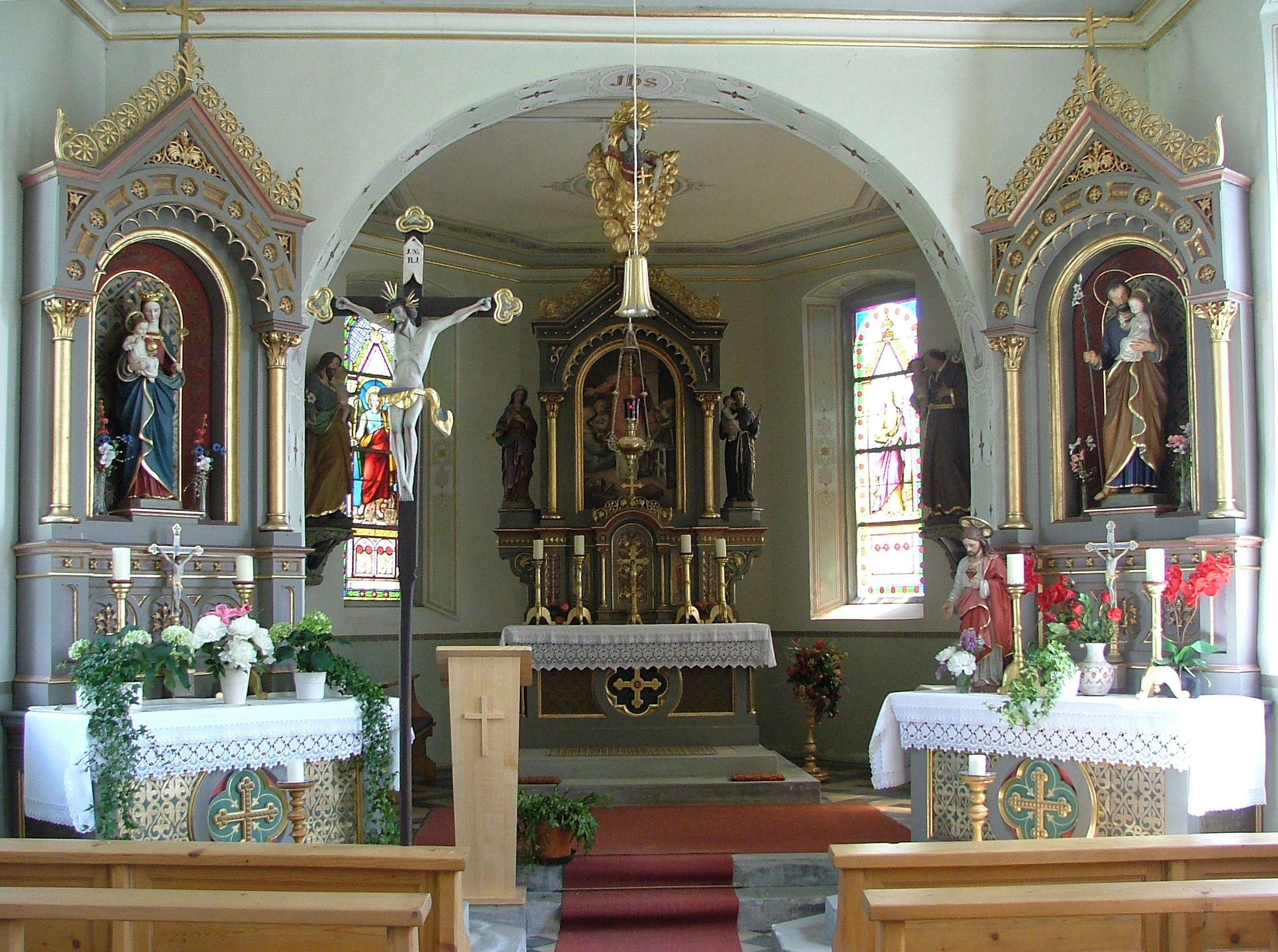
Innenraum

Die römisch-katholische Kapelle St. Wendelin steht in Dreiheiligen, einem Gemeindeteil der Marktgemeinde Heimenkirch im bayerisch-schwäbischen Landkreis Lindau (Bodensee) in Bayern. Das Bauwerk ist in der Liste der Baudenkmäler in Heimenkirch als Baudenkmal unter der Nr. D-7-76-114-4 eingetragen. Die Kapelle gehört zum Bistum Augsburg.

## Beschreibung
Die in der zweiten Hälfte des 15. Jahrhunderts erbaute Kapelle besteht aus einem Langhaus, das im frühen 18. Jahrhundert nach Westen verlängert wurde, einem eingezogenen, dreiseitig geschlossenen Chor im Osten und einem Chorflankenturm an der Nordwand des Chors, der 1854 mit einem spitzen Helm bedeckt wurde. 
Die Kirchenausstattung wurde um 1883 geschaffen. Hierzu zählt ein Hochaltar, dessen Altarretabel den heiligen Stephanus zeigt. Der spätgotische Schrein wurde im 19. Jahrhundert mit einem Relief versehen, auf dem Rochus von Montpellier, Wendelin und Martin von Tours dargestellt sind.